# Замок Стракониці
За́мок Стракониці (чеськ. Hrad Strakonice) — середньовічний замок XIII століття в місті Стракониці Південночеського краю, один з найстаріших у Чехії. Замок розташований на пагорбі біля злиття річок Отава і Волінька. Приклад поєднання архітектурних типів феодального замку і духовно-орденської резиденції. Тривалий час замок служив штаб-квартирою Великого пріора Ордена іоаннітів у Чехії. Замок з моменту свого заснування неодноразово перебудовувався, внаслідок чого зберіг в собі риси різних архітектурних стилів, починаючи з романського. У 1995 році включений до списку національних пам'яток культури Чеської Республіки.

## Історія замку

### У володінні Баворів зі Стракониці
Замок був закладений в 20-х роках XII століття (за іншою версією, в останній третині XII століття) феодальним родом Баворів. Звіковскій бургграф і хрестоносець Бавор I (пом. 1260) вперше згадується в одній із грамот короля Вацлава I з предикатом «з Стракониці» 1235 року, що є першою документальною згадкою про існування замку. В 1243 Бавор I з Стракониці пожертвував східну половину замку з костелом святого Прокопа і значну частину прилеглих земель з селами лицарському ордену іоаннітів (госпітальєрів), які заснували тут своє комтурство. У 1402 госпітальєри викупили весь замок, який потім став резиденцією Великого пріора Ордена госпітальєрів у Чехії. Вибір саме Страконицького замку як штаб-квартири комтурства іоаннітів був не випадковий: тут, на перетині магістральних шляхів з Праги до Баварії і з Пльзені у Верхню Австрію, вони заснували на березі Отави під охороною замку орденський госпіталь для прочан, які подорожували в Святу землю.
Будівництво замку проходило в кілька етапів: за Бавора I були споруджені кам'яні стіни, проритий глибокий рів з південної та західної сторін замку, зведена західна частина костелу з баштою, побудовані клуатр і палац з Капітульним залом у романському стилі. Успадкувавши Страконицьке панство, Бавор II після 1270 почав розширення і перебудову своєї резиденції: в південній частині замку був перебудований старий палац, який був підвищений і подовжений, в результаті чого з'єднався з іоаннітской частиною замку, на південно-західному куті палацу була зведена чотирикутна житлова вежа в три поверхи. Із західного боку замку були зведені нові укріплення з 35-метровою вежею, що дістала назву Румпаль. Наприкінці XIII й на початку XIV століть Бавор III також проводив обширні будівельні роботи в Страконицькому замку, особливо в його іоаннітській частини, зокрема було закінчено будівництво замкового костелу. Під час всього періоду володіння замком родом Баворів існувало чітке розділення замку на світську і іоаннітську частини. У 1315 році Бавор отримав від короля дозвіл заснувати новий замок на горі Прахень і відразу ж почав масштабне будівництво, в тому ж році Бавор III вперше згадується в документах з предикатом «з Баворова».
У період з 1312 по 1315 роки Бавор III розділив батьківські володіння з двома своїми молодшими братами, при цьому Страконицьке панство із замком дісталося середньому братові — Вілему з Стракониці. Як і його попередники, Вілем займав південно-західну частину замку, де розташовувався його просторий палац з власною капелою та кутовою вежею на південному заході. Інша його вежа, Румпаль, охороняла вхід у замок із заходу. Спадкоємцем Вілема став його племінник Бавор IV (Башек) з Блатни, який в 1367 році передав територію міста Стракониці і прилеглих земель його жителям на праві емфітевзису (чеськ. Zákupní právo). Після смерті Башека Страконицьке панство перейшло у спадок двом неповнолітнім братам, Брженеку і Яну з Стракониці, опікуном яких став їхній дядько Зденек з Рожміталя. У 1394 повноправним власником панства і замку став повнолітній Брженек з Стракониці, який згодом взяв участь у повстанні дворян проти короля Вацлава IV і, обтяжений боргами, в 1402 році продав панство і свою частину Страконицького замку дрібному дворянину Вікержу з Енішовіц, який, у свою чергу, відразу ж продав їх великому пріору ордена іоаннітів в Чехії Йіндржіху з Градца.

### Замок у Новітній час
На самому початку 70-х років XIX століття страконицький фабрикант єврейського походження на прізвище Штайн побудував безпосередньо перед замком, на місці під назвою Дубовець, власний двоповерховий палац, що зберігся до наших днів. У 1871 році великий пріор Отеніус Ліхновський з Верденберка, бажаючи загородити єврейському промисловцеві краєвид на внутрішній простір замку, наказав звести між палацом Штайна і замком високу глуху стіну з циліндричною вежею нагорі (цю вежу в народі прозвали «Бастіон впертості» (чеськ. Trucbašta)). У 1935–1937 роках під час будівництва шосе на Праційовіці стіна і вежа були знесені.
У 1925 році орден іоаннітів розпродав свій страконицький маєток, що включав три двори, млин, цегельний завод і замкову пивоварню. Під час Другої світової війни у іоаннітів були вилучені будівлі в ареалі Страконицького замку, включаючи костел святого Прокопа і будівлю деканату. Після 1990 року Чеське велике пріорство іоаннітів почало переговори з діоцезом Ческе-Будейовіце про повернення в своє ведення вилученого під час війни майна. Нарешті в 2008 році зі схвалення єпископа Ческе-Будейовіце Їржі Падьёура був підписаний договір дарування на користь Чеського Великого Пріорства Мальтійського ордена, відповідно до якого Іоаннітам було повернуто їхнє майно в ареалі Страконицького замку. Нині територія замку є власністю трьох суб'єктів: більше половини ареалу замку належить місту Стракониці, приблизно чверть — Південночеському краю, а власником замкової комори є приватна особа.
|                                                                            |                     |                                                                         | |
| Краєвид замку з західної сторони: вежа Румпель і торець Баворського палацу | Краєвид замку згори | Краєвид замку з південно-західного боку: Баварський палац і вежа Оленка | Краєвид замку з північної сторони: зліва — будівля колишньої панської пивоварні, в центрі — вежа костелу святого Прокопа |

## Опис
Замок Стракониці був зведений на високому скелястому пагорбі біля злиття річок Отава і Волінька, північною своєю стороною прилягаючи до Отави, а східною — до Воліньке. З західної та південної сторін замок був захищений глибоким ровом, який у разі потреби легко міг бути заповнений водою зі ставків біля села Мутініце. План замку нагадує трикутник, що звужується в бік сходу, будівлі замку розміщено навколо трьох внутрішніх дворів. Будівництво цього романського ядра замку датується дослідниками 30-50-ми роками XIII століття. Найстарші романські будівлі — костел святого Прокопа, конвент з Капітульним залом і Баворський палац — розташовані на південній стороні замку.

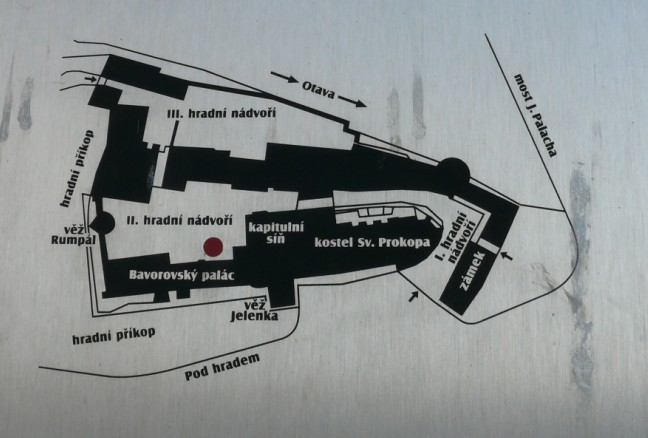
План замку і прилеглих будов

Невеликий I двір замку розташований в східній частині замкового комплексу і утвореними будівлями колишньої резиденції великого пріора (зі сходу), костелу святого Прокопа (із заходу) і колишньої замкової пивоварні (з півночі). На південній стороні II замкового двору розташовані будівлі конвенту з Капітульною залою і Баворським палацом, із заходу двір обгороджений фортечною стіною з вежею Румпаль, а з півночі обмежений будівлями музею середнього Поотав'я (чеськ. Muzeum středního Pootaví). У південно-західній частині II двору — вхід у ресторан «Замковий льох» (чеськ. Hradní sklípek), а перед входом до музею — замковий колодязь. У північній стороні двору — вхід у III замковий двір. У III дворі розміщено дитяче відділення Шмідінгерскої бібліотеки. З цього двору через західні ворота можна потрапити в замковий рів, де є міні-зоопарк і далі — замковий сад.